# نظمی آولوجا
نظمی آولوجا (به ترکی استانبولی: Nazmi Avluca؛ زادهٔ ۱۴ نوامبر ۱۹۷۶) کشتی‌گیر سابق اهل ترکیه است که در دستهٔ میان‌وزن کشتی فرنگی مردان رقابت می‌کرد. او برندهٔ مدال برنز المپیک ۲۰۰۸ پکن، قهرمان دو دورهٔ مسابقات قهرمانی کشتی جهان در ۱۹۹۶ و ۲۰۰۹ و نایب‌قهرمان این مسابقات در ۲۰۰۶ و نیز قهرمان چهارگانهٔ مسابقات قهرمانی کشتی اروپا است.